# Chăm sóc trước khi sinh
Chăm sóc trước khi sinh, chăm sóc trước sinh hoặc chăm sóc tiền sản là một loại chăm sóc y tế dự phòng. Mục tiêu của nó là cung cấp kiểm tra thường xuyên cho phép bác sĩ hoặc nữ hộ sinh điều trị và ngăn ngừa các vấn đề sức khỏe tiềm ẩn trong suốt quá trình mang thai và thúc đẩy lối sống lành mạnh có lợi cho cả mẹ và con. Trong quá trình kiểm tra, phụ nữ mang thai nhận được thông tin y tế về những thay đổi sinh lý của người mẹ trong thai kỳ, thay đổi sinh học và dinh dưỡng trước khi sinh bao gồm cả các vitamin trước khi sinh. Các khuyến nghị về quản lý và thay đổi lối sống lành mạnh cũng được đưa ra trong quá trình kiểm tra thường xuyên. Sự sẵn có của chăm sóc trước khi sinh thường xuyên, bao gồm sàng lọc và chẩn đoán trước sinh, đã góp phần làm giảm tần suất tử vong của người mẹ, sảy thai, dị tật bẩm sinh, nhẹ cân, nhiễm trùng sơ sinh và các vấn đề sức khỏe có thể phòng ngừa khác.
Tổ chức Y tế Thế giới (WHO) báo cáo rằng vào năm 2015, khoảng 830 phụ nữ đã chết mỗi ngày do các vấn đề trong thai kỳ và sinh nở. Chỉ có năm người sống ở các nước thu nhập cao. Phần còn lại sống ở các nước thu nhập thấp.
Một nghiên cứu đã xem xét sự khác biệt trong sinh nở sớm và nhẹ cân giữa phụ nữ địa phương và người nhập cư và thấy sự khác biệt do chăm sóc trước khi sinh nhận được. Nghiên cứu, giữa năm 1997 và 2008, đã xem xét 21.7708 phụ nữ sinh con ở một vùng của Tây Ban Nha. Kết quả chỉ ra rằng sinh non (VPTB) và cân nặng khi sinh rất thấp (VLBW) là phổ biến hơn nhiều đối với người nhập cư so với người dân bản địa (Castelló et al., 2012). Nghiên cứu cho thấy tầm quan trọng của chăm sóc trước khi sinh và cách chăm sóc trước khi sinh đại trà sẽ giúp mọi người có nguồn gốc được chăm sóc đúng cách trước khi mang thai và sinh nở (Castelló et al., 2012).
WHO khuyến cáo rằng tất cả phụ nữ mang thai nên được khám thai bốn lần để phát hiện và điều trị các vấn đề và tiêm chủng. Mặc dù chăm sóc tiền sản rất quan trọng để cải thiện sức khỏe của cả mẹ và bé, nhưng nhiều phụ nữ không nhận được bốn lần khám.
Có nhiều cách thay đổi hệ thống y tế để giúp phụ nữ tiếp cận chăm sóc tiền sản, chẳng hạn như chính sách y tế mới, giáo dục nhân viên y tế và tổ chức lại dịch vụ y tế. Sự can thiệp của cộng đồng để giúp mọi người thay đổi hành vi cũng có thể đóng góp một phần. Ví dụ về các can thiệp là các chiến dịch truyền thông tiếp cận nhiều người, cho phép các cộng đồng kiểm soát sức khỏe của chính họ, các can thiệp mang tính thông tin-giáo dục-truyền thông và tài chính hỗ trợ. Một đánh giá xem xét các can thiệp này cho thấy một can thiệp giúp cải thiện số lượng phụ nữ được chăm sóc tiền sản.  Tuy nhiên, các biện pháp can thiệp được sử dụng cùng nhau có thể làm giảm tỷ lệ tử vong của  em bé trong thai kỳ và đầu đời, số trẻ sinh nhẹ cân thấp hơn được sinh ra và cải thiện số lượng phụ nữ được chăm sóc tiền sản.